# Tolt

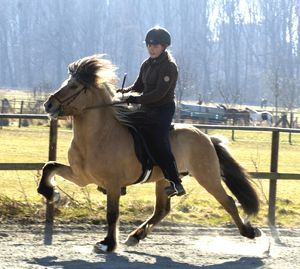
Kuc islandzki poruszający się toltem

Tolt lub tölt - szybki, czterotaktowy chód konia, w którym koń stawia nogi w kolejności: przednia prawa, tylna prawa, przednia lewa, tylna lewa w taki sposób, że cały czas przynajmniej jedna znajduje się na ziemi. Chód ten jest bardzo wygodny dla jeźdźca, jednak długotrwałe poruszanie się töltem jest bardzo męczące dla konia.